# Alexandru Ioan Cuza
Alexandru Ioan Cuza, conosciuto in italiano come Alessandro Giovanni Cuza (Bârlad, 20 marzo 1820 – Heidelberg, 15 maggio 1873), principe di Moldavia e Valacchia (1859-1862), poi domnitor di Romania (1862-1866), è considerato il promotore della moderna Romania indipendente.

## Biografia

### I primi anni
Nato a Bârlad, Cuza apparteneva ad una famiglia nobile di boiardi della Moldavia, figlio dell'ispravnic Ioan Cuza (proprietario terriero nella Contea di Fălciu) e di sua moglie Sultana (o Soltana), membro della Famiglia Cozadini di origini fanariote. Alexandru ricevette un'educazione europea divenendo poi ufficiale nell'esercito moldavo (raggiunse il rango di colonnello). Sposò la nobile fanariota Elena Rosetti Solescu nel 1844.
Nel 1848, l'anno delle rivoluzioni europee, in Moldavia e Valacchia si svilupparono delle rivolte locali. La Rivoluzione moldava del 1848 venne soppressa in breve tempo, ma in Valacchia le rivoluzioni ebbero maggior fortuna e riuscirono a reggere per tutta l'estate. Il giovane Cuza giocò un ruolo di rilievo a sostegno del liberalismo durante l'episodio moldavo e venne poi portato come prigioniero a Vienna, da dove tentò di fuggire col supporto inglese.
Ritornato in patria durante il regno del principe Grigore Alexandru Ghica, divenne ministro della guerra per la Moldavia nel 1858 rappresentando anche Galați nel divan ad hoc a Iași. Cuza agì in maniera piuttosto indipendente sotto garanzia delle grandi potenze europee nell'ambito della Guerra di Crimea ottenendo riconoscimenti da parte del principe di Moldavia. Cuza era un oratore notevole nei dibattiti e fu tra i primi a promuovere l'unione di Valacchia e Moldavia. Egli venne quindi nominato quale candidato ideale per entrambi i principati dal movimento unionista Partida Națională (approfittando dell'ambiguità del testo del Trattato di Parigi del 1856). Cuza venne infine eletto principe di Moldavia il 17 gennaio (5 gennaio nel Calendario giuliano) 1859 ed il 5 febbraio (25 gennaio nel Calendario giuliano) 1859 venne eletto anche principe di Valacchia.
Non avendo avuto figli dalla moglie Elena Cuza, questa scelse di crescere come suoi i figli avuti dal marito con la sua amante Elena Maria Catargiu-Obrenović: Alexandru Al. Ioan Cuza (1864–1889), e Dimitrie Cuza (1865–1888).

### Regno

#### Gli sforzi diplomatici

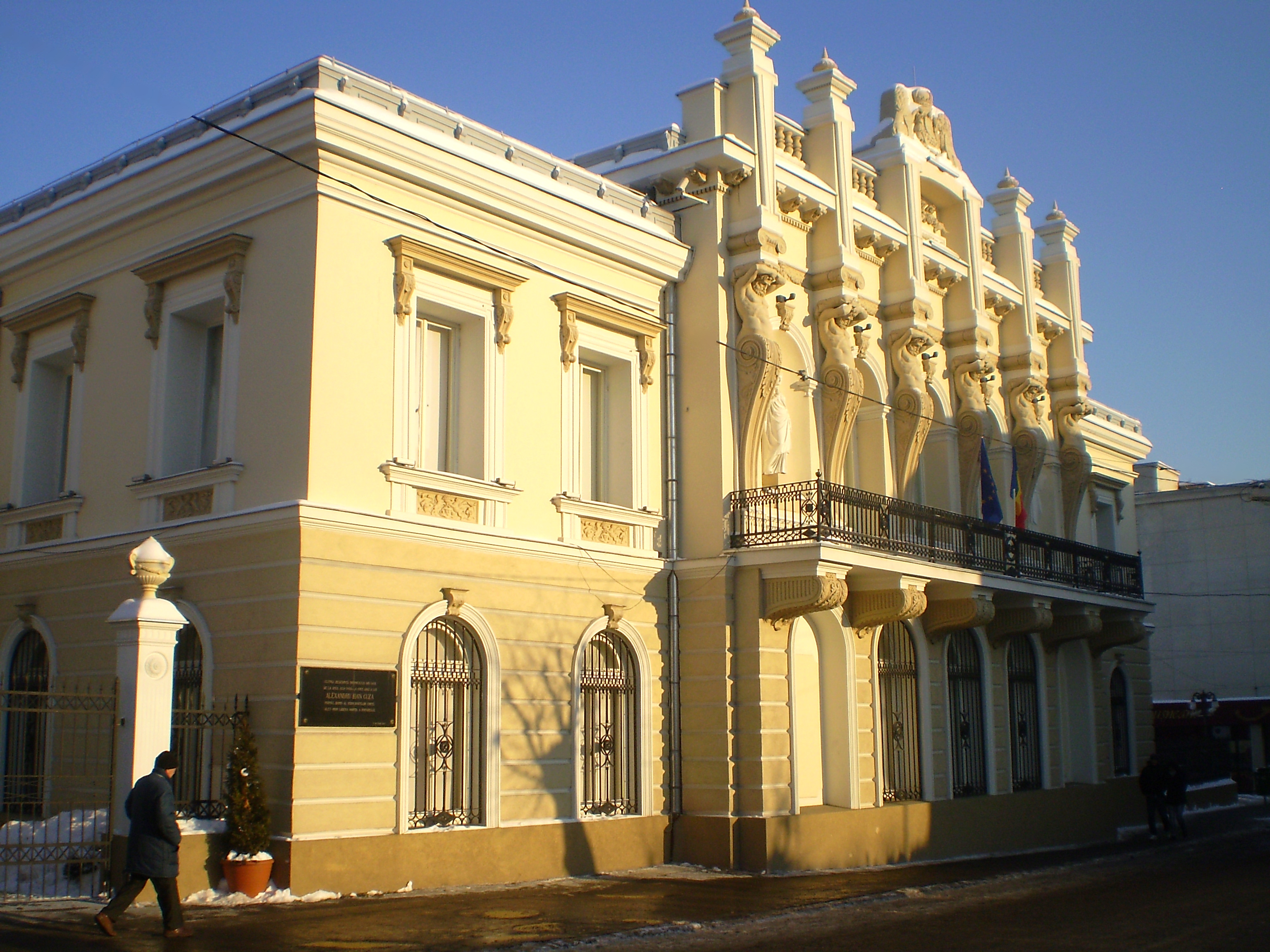
La residenza del principe Cuza a Iași, una delle due capitali dei Principati Uniti di Romania tra il 1859 ed il 1862

Una volta che Cuza ebbe raggiunto de facto l'unione dei due principati, le Potenze europee si appoggiarono al forte sostegno di Napoleone III di Francia, mentre i ministri austriaci ritirarono la loro approvazione all'unione al Congresso di Parigi (18 ottobre 1858); in parte per questa causa, l'autorità di Cuza non venne riconosciuta dal suo sovrano nominale, il sultano ottomano Abdülaziz, sino al 23 dicembre 1861, (e anche ad allora l'unione venne accettata con l'intesa di rimanere valida sino alla morte di Cuza).
L'unione venne ufficialmente dichiarata tre anni più tardi, il 5 febbraio 1862, dando alla regione il nome di Romania, con Bucarest quale nuova capitale.

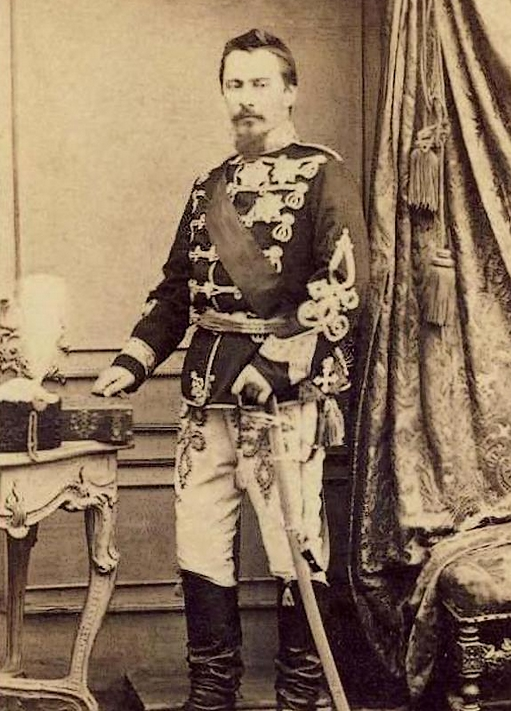
Il principe Alexandru nel 1864

Cuza apportò tutti i suoi sforzi diplomatici nell'ottenere sempre più concessioni dalle Potenze: l'assenso del sultano alla formazione di un unico parlamento unificato e alla concessione della nomina di un proprio primo ministro, furono tra gli atti principali del governo di Cuza nel cambiamento dello stato. Per questo motivo egli ancora oggi è il personaggio chiave che incarna l'indipendenza e la formazione della Romania.

#### Le riforme

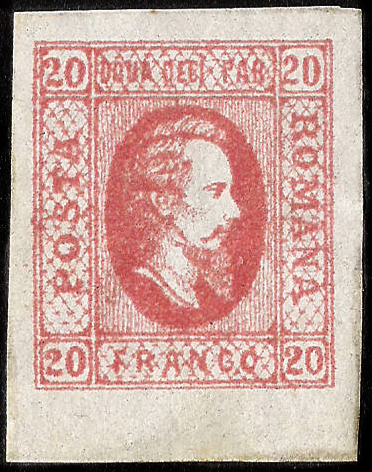
Un francobollo del 1865

Assistito dal consigliere Mihail Kogălniceanu, leader intellettuale della rivoluzione del 1848, Cuza iniziò una serie di riforme che contribuirono alla modernizzazione della società e dello stato rumeno.
Tra le sue prime misure egli cercò di incrementare le risorse del suo paese e le rendite statali attraverso la "secolarizzazione" (confisca) delle proprietà monastiche in Romania (1863). Circa un quarto delle terre agricole della Romania era infatti controllata dalla chiesa ortodossa attraverso monasteri locali che inviavano poi le proprie rendite ai monasteri centrali del Monte Athos e di Gerusalemme. Cuza ebbe l'approvazione del parlamento all'espropriazione di queste terre ed egli offrì in cambio la costituzione di una Chiesa ecumenica nazionale, ma il patriarca Sofronio III di Costantinopoli si rifiutò di negoziare; dopo diversi anni, il governo rumeno ritirò la propria offerta senza alcun compenso in cambio. Le rendite statali vennero fortemente aumentate anche grazie alla possibilità di imporre tasse su più terre.
La riforma agraria liberò i contadini dalle ultime corvée rimaste in Romania, affrancando i loro movimenti e promuovendo la ridistribuzione della terra (1864), che però non ebbe egual successo. Nel tentativo di crearsi un valido appoggio proprio nei contadini, Cuza si trovò presto in conflitto con i Conservatori. Una legge liberale che avrebbe garantiti ai contadini la proprietà della terra e il diritto di lavorarla venne bocciata in parlamento. I Conservatori proposero a loro volta di porre fine a tutte le prestazioni gratuite tradizionalmente dovute dai contadini, senza però toccare la proprietà. Il veto di Cuza portò a un plebiscito per cambiare la Convenzione di Parigi (la costituzione virtuale dello Stato rumeno), come aveva fatto Napoleone III.
Il suo piano per stabilire il suffragio universale maschile, assieme alla volontà di fortificare il proprio ruolo come principe regnante, passò per 682.621 voti contro 1.307. Egli successivamente governò il paese sotto la provvisione dello Statutul dezvoltător al Convenției de la Paris ("Statuto espanso della Convenzione di Parigi"), una legge organica adottata il 15 luglio 1864. Con questi nuovi poteri plenari, Cuza promulgò la legge agraria del 1863. I contadini ricevettero la possibilità di possedere la terra che lavoravano, mentre i proprietari terrieri ne avrebbero mantenuto la proprietà per massimo un terzo. Dal momento che però non vi era terra sufficiente per consentire di creare fattorie autonome e indipendenti all'insegna di questa formula, le terre statali (confiscate ai monasteri) vennero utilizzate per essere date ai proprietari come compensazione.
Nonostante il tentativo del gabinetto di governo di Lascăr Catargiu di forzare la transizione per il mantenimento di alcune corvée, le riforme di Cuza marcarono profondamente la sparizione della classe dei boiardi come gruppo privilegiato, e portò a incanalare le energie nel capitalismo e nell'industrializzazione; nel medesimo periodo, ad ogni modo, la terra venne distribuita in porzioni troppo limitate e il problema divenne stringente nei decenni successivi, dal momento che i contadini preferirono vendere i loro terreni perché insufficienti al mantenimento delle loro famiglie.
Le riforme di Cuza inclusero anche l'adozione del codice civile e del codice penale ispirato al Codice napoleonico (1864), una legge sull'educazione che stabilì l'obbligatorietà delle scuole primarie per tutti i bambini rumeni. Egli fondò inoltre l'Università di Iași,   (1860), la più antica della Romania, e l'Università di Bucarest (1864), ed aiutò significativamente lo sviluppo in senso occidentale dell'esercito rumeno, in stretta collaborazione con la Francia napoleonica. Egli fu il fondatore della Marina rumena.

### La caduta e l'esilio

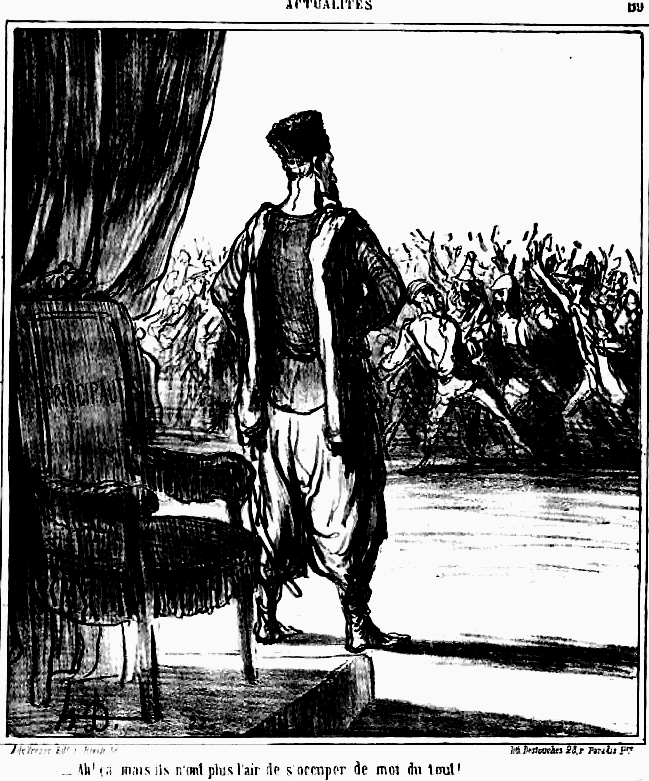
Una prospettiva francese della situazione della Romania di Cuza al momento della sua caduta, caricatura di Honoré Daumier ne Le Charivari (5 maggio 1866). Un personaggio che simboleggia i Principati danubiani, guardando le potenze europee che discutono animatamente tra loro, esclama: "Oh! Ma sembra che non si occupino più di me!"

Cuza fallì nel suo tentativo di creare un'alleanza tra contadini ricchi e principi liberali, governando con benevolente autorità nello stile di Napoleone III. Dovendo rapportarsi quotidianamente col gruppo dei burocrati di palazzo, Cuza iniziò a trovare profonda opposizione nella sua riforma terriera ed egli iniziò ad essere sempre meno considerato dai proprietari terrieri di cui palesemente non stava più sostenendo la causa, pur essendo per nascita uno di loro. Unitamente al dissesto finanziario, altro fattore di scandalo fu l'amante di Cuza, Maria Catargi-Obrenović, che era vista come donna infida e sua consigliera principale.
Queste tensioni culminarono in un colpo di Stato e Cuza venne costretto ad abdicare nella cosiddetta "Mostruosa Coalizione" di Conservatori e Liberali. Alle 4.00 di mattina del 22 febbraio 1866, un gruppo di cospiratori militari irruppe nel palazzo del principe e lo costrinse a firmare l'atto di abdicazione. Il giorno successivo egli venne condotto sano e salvo alla frontiera.
Il suo successore, il principe tedesco Carlo di Hohenzollern-Sigmaringen, venne proclamato Domnitor col nome di Carol I di Romania il 20 aprile 1866. L'elezione di un principe straniero collegato per legami di sangue alle principali case principesche d'Europa, legittimò l'indipendenza della Romania (che Carol poté attuare dopo la Guerra russo-turca del 1877-78).
Malgrado la partecipazione di Ion Brătianu e di altri capi del futuro Partito Nazionale Liberale al rovesciamento di Cuza, egli rimase per la nazione romena un eroe dell'ala radicale e repubblicana del paese. In verità Brătianu, in quanto francofilo, era nettamente contrario alle ragioni addotte poi dal monarca prussiano e fu lui dall'esilio a fomentare le rivolte contro il nuovo principe Carol a Bucarest durante la Guerra franco-prussiana. Egli tentò anche di realizzare un colpo di Stato con l'esperienza della Repubblica di Ploiești nell'agosto del 1870, ma il conflitto si risolse con un compromesso tra Brătianu e Carol, con la formazione di un lungo gabinetto di governo liberale.
Cuza trascorse il resto della sua vita in esilio, in gran parte a Parigi, Vienna e Wiesbaden, accompagnato dalla moglie, dall'amante e dai suoi due figli. Morì ad Heidelberg nel 1873. Le sue spoglie vennero sepolte nella sua residenza privata di Ruginoasa, ma vennero poi spostate nella chiesa dei Tre Gerarchi dopo la Seconda guerra mondiale.
Fu membro della Massoneria, maestro venerabile di una loggia di Bucarest.